# Macrobiërs

De wereld oikoumenè zoals bekend bij Herodotus in de 5e eeuw v. chr. met de woonplaats van de Macrobiërs in het uiterste zuiden

De Macrobiërs (Μακροβίοι) waren in de oudheid een legendarisch volk en koninkrijk in de Hoorn van Afrika. Ze worden genoemd door Herodotus, Ctesias en Plinius. Het is een van de legendarische volkeren aan de grenzen van de voor de Grieken bekende wereld οἰκουμένη, oikoumenè dat wil zeggen "de bewoonde wereld". In dit geval in het extreme zuiden vanuit Grieks perspectief zoals de Hyperboreeërs in het extreme noorden.
Hun bekendheid in de oudheid kwam vooral door hun veronderstelde lange levensduur die de Macrobiërs bereikten van gemiddeld 120 jaar.
Verder worden ze beschreven als 'de mooiste en langste van alle mensen'. 
Ook worden ze beschreven als verschillend van uiterlijk en levenswijze van de andere volkeren van Afrika ten zuiden van de Sahara
Volgens Herodotus stuurde de Perzische heerser en veroveraar van Egypte, Cambyses II, ambassadeurs naar de Macrobiërs om hun onderwerping aan hem te eisen. De Macrobische koning eiste als tegenprestatie dat de Perzische ambassadeurs een Macrobische ongespannen boog moesten opspannen. Als ze daarin slaagden zouden de Macrobiërs zich onderwerpen maar als ze faalden moesten de Perzen blij zijn dat de Macrobiërs nooit plannen hadden gekoesterd om het Perzische Rijk te veroveren.
Verder vermeldt Herodotus dat de Macrobiërs experts waren in het mummificeren van hun overledenen en ook was hun land zo rijk aan goud dat hun gevangenen gouden ketenen droegen.

Sommige 19de-eeuwse schrijvers probeerden de Macrobiërs van Herodotus te linken met bekende Afrikaanse volkeren in de regio van de Hoorn van Afrika, zoals de Makaberabstam van Atbarah (woonachtig in tegenwoordig Noordoost Soedan).